# 享德之亂
享德之亂（享德3年12月27日（1455年1月15日） - 文明14年11月27日（1483年1月6日）是室町時代室町幕府8代將軍足利義政之時發生在關東地方的內亂。第5代鎌倉公方足利成氏暗殺關東管領上杉憲忠為發端，導致幕府、山內・扇谷兩上杉、鎌倉公方（古河公方）相爭，最後擴大至關東地方全境，是關東地方進入戰國時代的序幕。

## 經過

### 前期
享德3年（1454年），成氏趁山內上杉家家宰長尾景仲不在鎌倉，謀殺關東管領憲忠，引發享德之亂。享德4年（1455年），成氏雖然在分倍河原之戰和小栗城（現茨城縣筑西市內）之戰等取得優勢，但是後來室町幕府決定討伐成氏，並且在同年6月派今川範忠前往支援上杉軍，而且趁成氏遠征期間，攻佔了鎌倉公方根據地鎌倉。其後，成氏以下總古河為新據點，自此稱為古河公方。

### 中期
將軍義政為了對抗成氏，在長祿2年（1458年），室町幕府任命足利政知為新任鎌倉公方，但是無法獲得關東武士支持的政知未赴鎌倉上任，而是在伊豆堀越（現靜岡縣伊豆之國市）建立御所，稱為堀越公方。其後約30年，主要以下野、常陸、下總、上總和安房為勢力範圍的古河公方聯合傳統豪族勢力，與主要以上野、武藏、相模和伊豆為勢力範圍的幕府、堀越公方、關東管領山內上杉家和扇谷上杉家勢力，將關東分為東西兩邊，交戰不斷。
形勢不利的上杉軍在建立五十子陣後，以河越城、岩付城和江戶城等地為據點進行反擊，導致雙方長年處於對峙的戰況。文明3年（1471年），成氏方的千葉氏、小山氏、結城氏入侵伊豆，政知在三島敗退。上杉軍趁成氏方的主力在伊豆，入侵古河，但是，成氏在翌年又奪還古河城。

### 後期
文明8年（1476年），山內上杉家家宰之爭的長尾景春之亂爆發，古河公方成氏便在文明14年11月27日（1483年1月6日）趁機與幕府和解，是為都鄙合體。
通過和解，堀越公方取得伊豆國的支配權，幕府亦實際上承認成氏的公方地位。然而，古河公方與堀越公方並立，加上山內和扇谷兩上杉家之間爆發的長享之亂等不穩的狀況持續，成氏亦無法返回鎌倉。當時，鎌倉由相模守護扇谷上杉家支配，但是在永正9年（1512年）8月左右落入伊勢宗瑞（後來的北條早雲）手上。

## 参戰武將

### 古河公方側
- 古河公方：足利成氏
- 結城氏：結城成朝・結城氏廣・多賀谷氏家・多賀谷朝經
- 簗田氏：簗田持助
- 小山氏：小山持政・小山成長
- 宇都宮氏：宇都宮明綱・宇都宮正綱・宇都宮成綱
- 里見氏：里見義實
- 小田氏：小田持家・小田朝久・小田成治
- 上總武田氏：武田信長・武田信高
- 上總酒井氏：酒井定隆
- 岩松氏（京兆家）：岩松持國・岩松次郎・岩松成兼
- 下那須氏：那須資持・那須資實
- 成田氏：成田正等
- 筑波氏：筑波潤朝
- 下總千葉氏：馬加康胤・原胤房・千葉孝胤
- 白井長尾氏：長尾景春
- 高梨氏：高梨政高
- 村上氏：村上政清

### 堀越公方側
- 堀越公方：足利政知・渋川義鏡・上杉教朝・上杉政憲
- 山內上杉家：上杉房顯・上杉顯定・長尾景仲・長尾景信・長尾忠景・大石房重・大石顯重
- 扇谷上杉家：上杉持朝・上杉顯房・上杉政真・上杉定正・太田道真・太田道灌・三浦時高・大森氏賴
- 越後上杉家：上杉房定・上杉定昌
- 犬懸上杉家：上杉憲秋・上杉持房・上杉教房
- 足利長尾氏：長尾景人・長尾定景・長尾房清・長尾景長
- 岩松氏（礼部家）：岩松家純・橫瀨貞國・橫瀨國繁・橫瀨成繁
- 上那須氏：那須氏資・那須明資
- 武藏千葉氏：千葉胤直・千葉胤宣・千葉胤賢・千葉實胤・千葉自胤
- 東氏：東常緣・東緣數
- 宇都宮氏：宇都宮等綱
- 本庄氏：本庄信明
- 今川氏：今川範忠・今川義忠
- 武田氏：武田信昌

## 關連項目
- 長祿合戰
- 應仁之亂
- 長尾景春之亂
- 長享之亂